# Cầu ngói Thanh Toàn

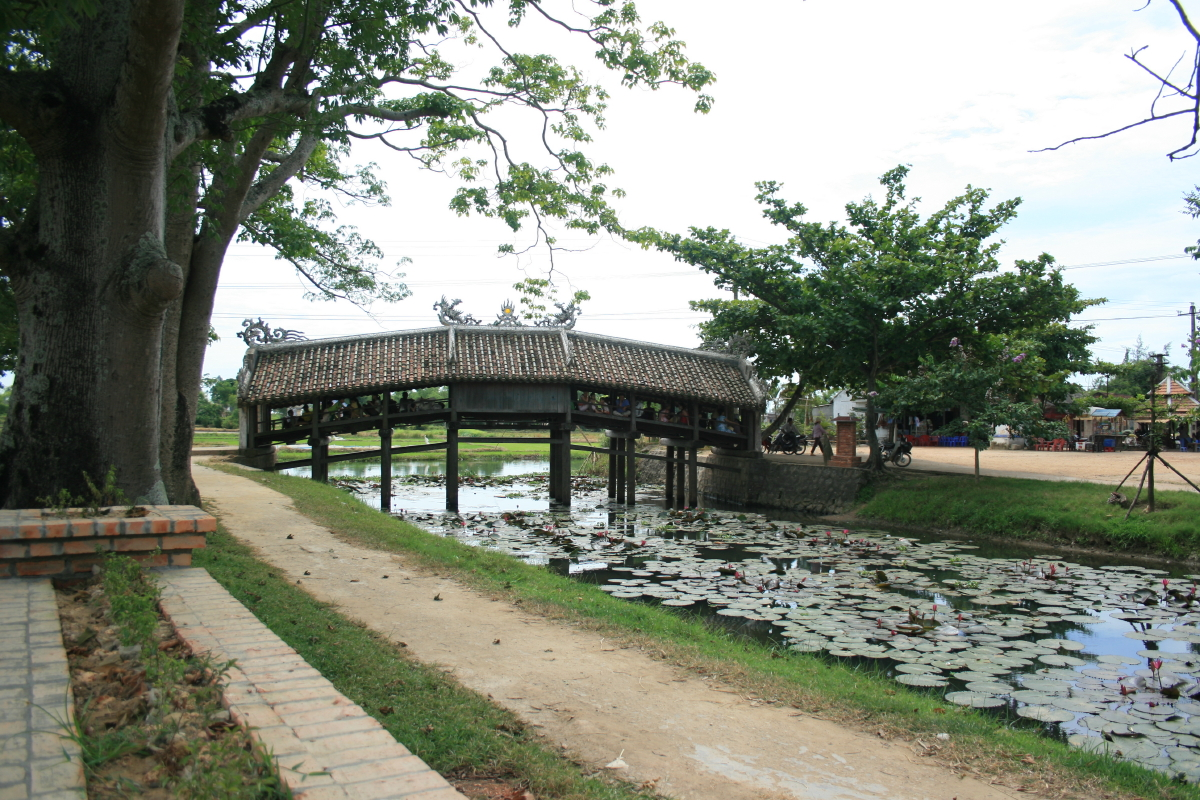
Cầu ngói Thanh Toàn

Cầu ngói Thanh Toàn là chiếc cầu vòm bằng gỗ với mái ngói bắc qua một con mương làng Thanh Thủy Chánh, thuộc xã Thủy Thanh, thị xã Hương Thủy, thành phố Huế. Đây là chiếc cầu gỗ được xếp vào loại hiếm và có giá trị nghệ thuật cao nhất trong các loại cầu cổ ở Việt Nam. Cầu được Bộ Văn hoá cấp bằng công nhận là Di tích văn hóa cấp quốc gia theo Quyết định số 575QĐ/VH ngày 14 tháng 7 năm 1990.

## Kiến trúc

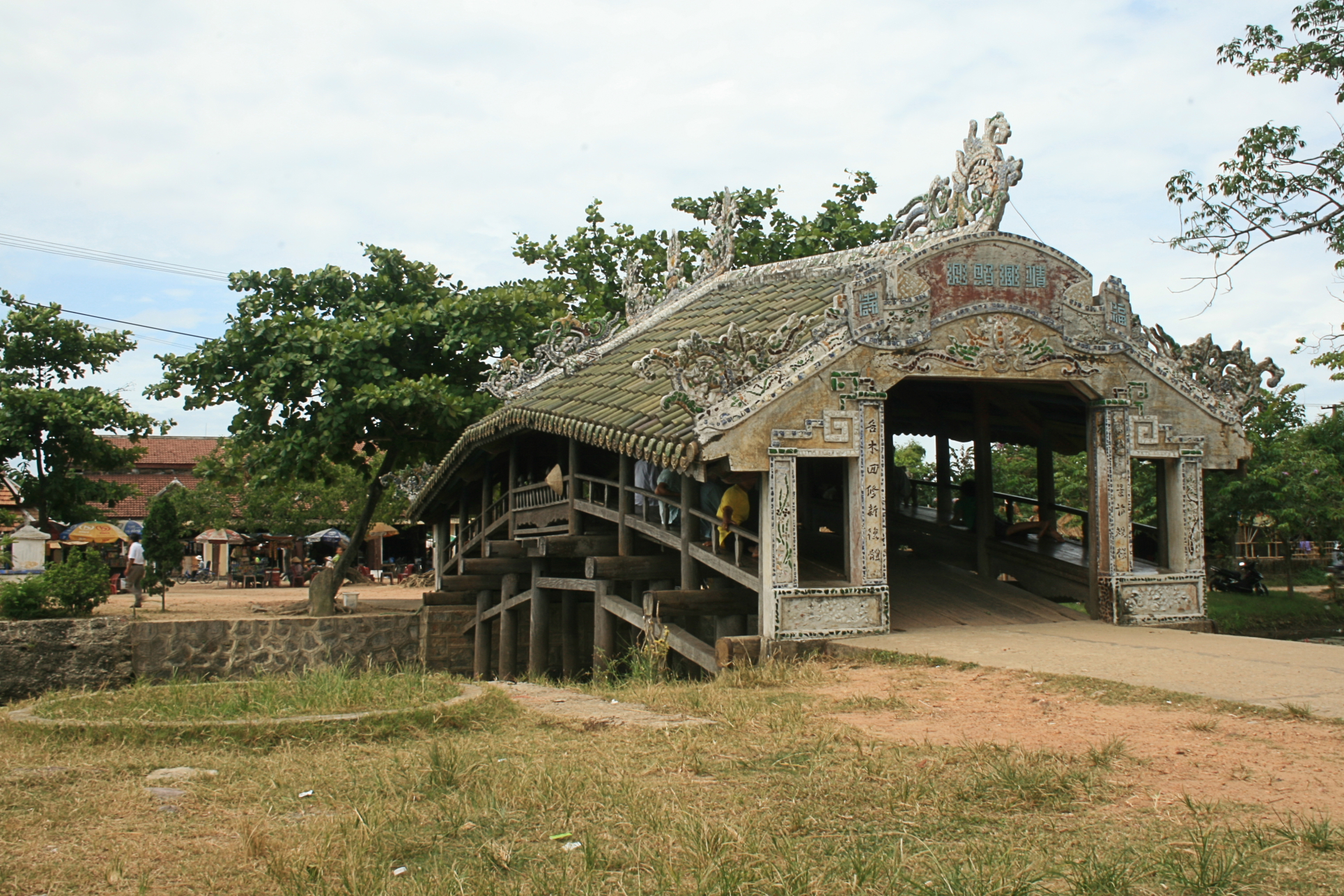
Kiến trúc cầu ngói

Cầu ngói Thanh Toàn được xây dựng theo lối "thượng gia hạ kiều" (trên nhà, dưới cầu). Cầu dài 43 thước mộc (18,75m), rộng 14 thước mộc (5,82m), chia làm 7 gian, hai bên thân cầu có hai dãy bục gỗ và lan can để ngồi tựa lưng. Trên cầu có mái che, lợp ngói lưu ly. Cầu đầu tiên được xây dựng cách đây hơn hai thế kỷ đã bao lần bị gió bão, lụt lội và chiến tranh tàn phá. Tuy nhiên, sau các lần hư hỏng, nhân dân xã đều chung nhau tu sửa, tôn tạo và gìn giữ.
Cầu đã được trùng tu, sửa chữa vào các năm 1847, 1906, 1956, 1971. Qua các lần tu sửa, kích thước thu hẹp chiều dài còn 16,85m và rộng là 4,63m.
Cuối năm 2016, cầu cũng đang được chuẩn bị hạ giải để trùng tu, tôn tạo với mức đầu tư dự kiến là 13,1 tỷ đồng.
Bên cạnh cầu, từ năm 2015 có một Nhà trưng bày nông cụ Thanh Toàn, trưng bày đầy đủ các loại nông, ngư cụ truyền thống và "kể" những câu chuyện sinh hoạt thôn quê, với sự trợ giúp kinh phí và phối hợp của Tổ chức Lao động Quốc tế (ILO) và Ủy ban Văn hóa Giáo dục của Liên Hợp Quốc (UNESCO).

## Lịch sử

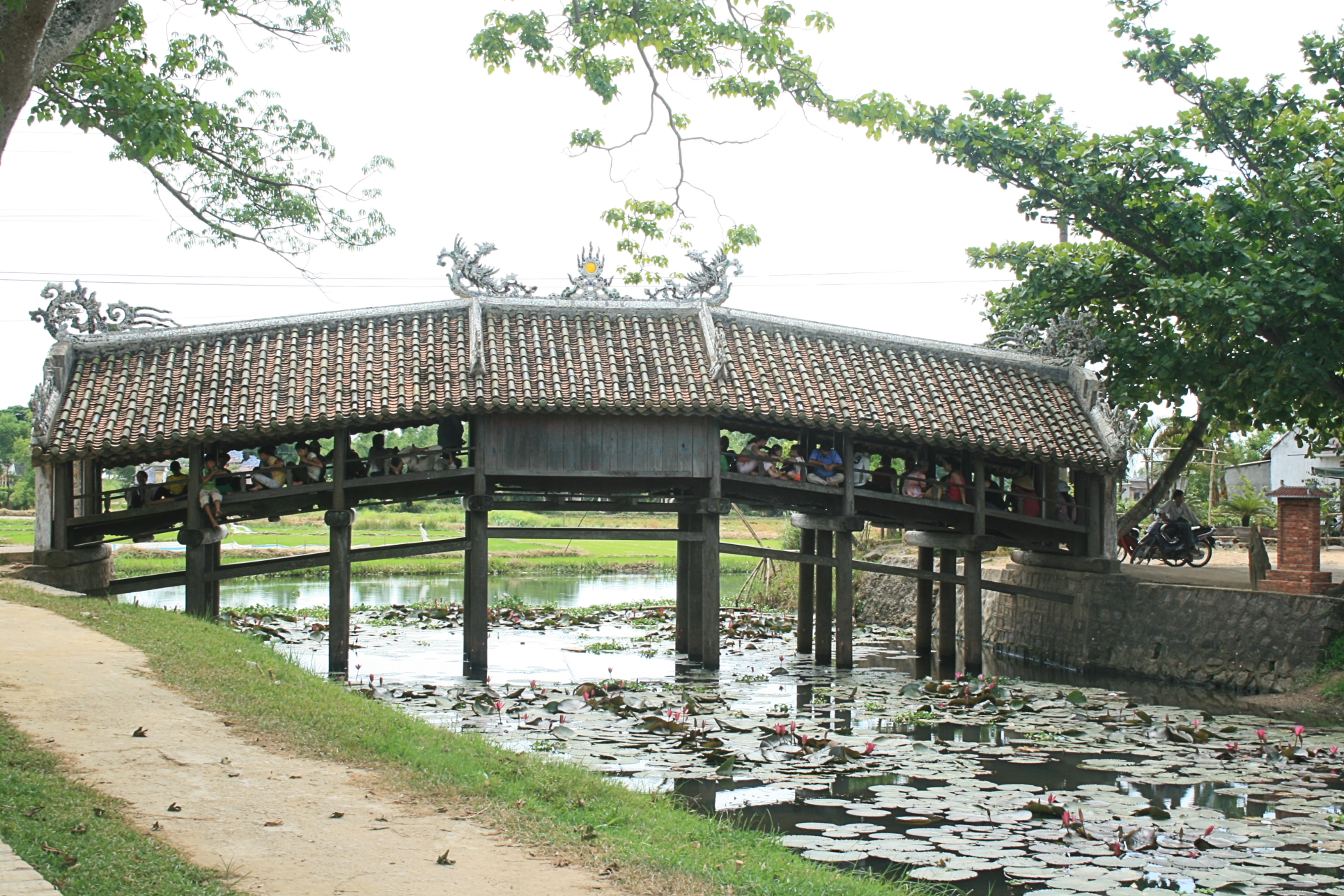
Lữ khách nghỉ ngơi trên cầu

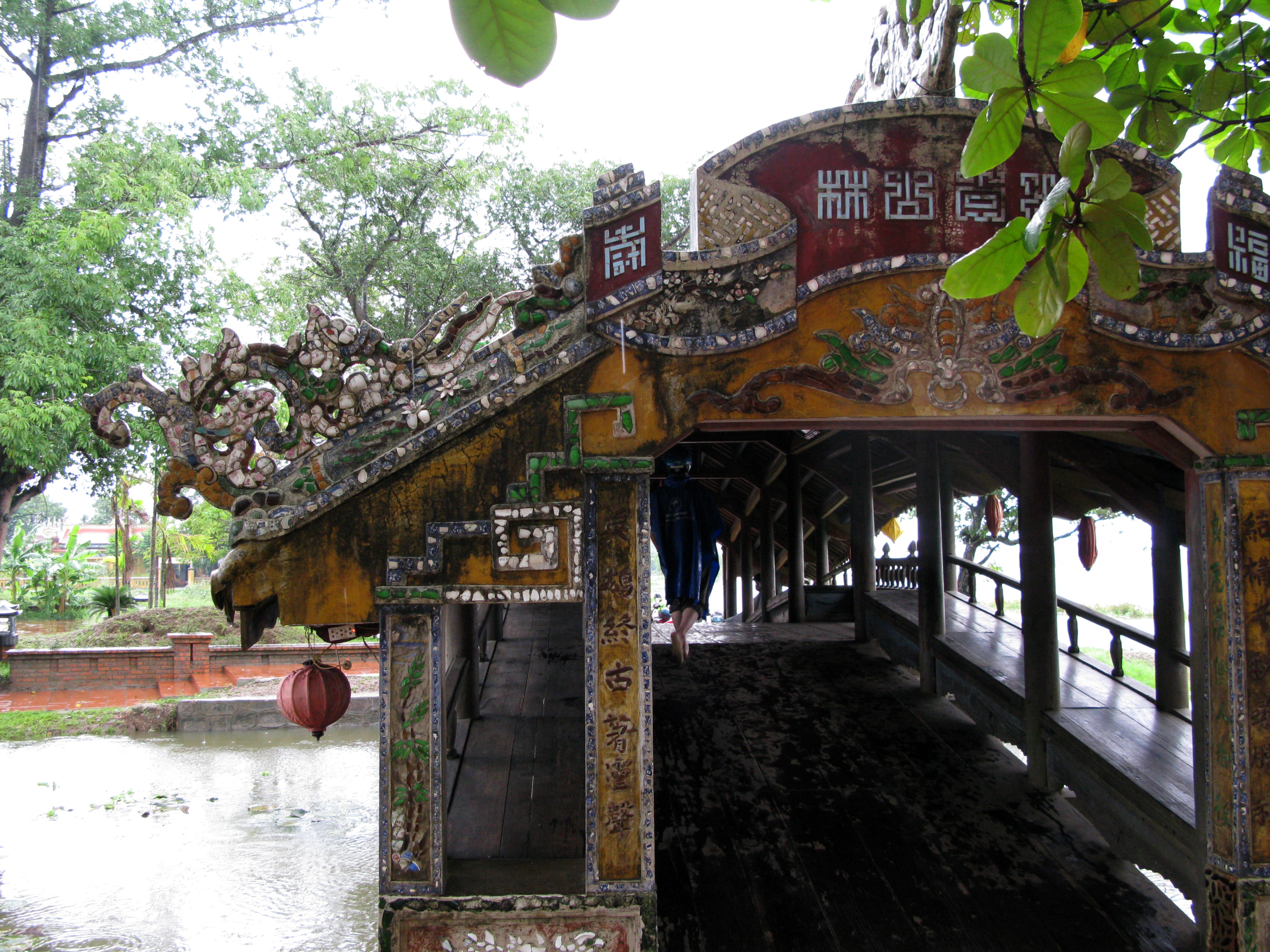

Vào thế kỷ 16, trong số những di dân từ Thanh Hoá theo chúa Nguyễn Hoàng vào Thuận Hoá, có 12 vị tộc trưởng đã dừng chân lập nghiệp ở đây tạo nên 12 họ khai canh của làng Thanh Toàn.
Cầu được ghi nhận xây vào năm 1776, do một người cháu gái thuộc thế hệ thứ sáu của họ Trần là bà Trần Thị Đạo đã cúng tiền cho làng xây dựng, để dân làng qua lại được thuận tiện và là nơi cho lữ khách cùng người tha phương tạm dừng chân lỡ bước.
Bà Trần Thị Đạo là vợ một vị quan cao cấp dưới triều vua Lê Hiển Tông nhưng không có con. Để cầu tự, bà dùng tiền của mình để làm phúc cho dân làng, cho xứ. Bà được dân làng tôn sùng, thờ phụng. Năm 1776, vua Lê Hiển Tông đã ban sắc khen ngợi bà Trần Thị Đạo và miễn cho làng nhiều loại sưu dịch để họ nhớ đến công ơn và noi theo tấm gương tốt của bà. Trong tờ sắc, có đoạn viết rằng: "Bà Trần Thị Đạo sinh quán tại làng Thanh Toàn...là người có đức hạnh. Cuộc sống của bà làm cho người người ngưỡng mộ mọi mặt. Bà là người đáng khen ngợi hơn ai hết. Bà đã làm cho làng được ban những ân huệ mà người ta sẽ ghi nhớ mãi..."
Năm 1925, vua Khải Định cũng ban sắc phong thần cho bà là Dực Bảo Trung Hưng Linh phò và lệnh cho dân lập bàn thờ ngay trên cầu để thờ cúng bà.

## Lễ hội liên quan
Tại mỗi kỳ Festival Huế, tại xã Thủy Thanh đều làm lễ rước linh vị bà Trần Thị Đạo, lễ rước này là nghi thức mở đầu cho ngày khai mạc "Chợ quê ngày hội", một trong những chương trình văn hóa - du lịch trong khuôn khổ Festival Huế.
Trong các dịp lễ hội, như Festival Huế, đêm thơ "Ai Về Cầu Ngói..." với những câu thơ sáng tác về cầu ngói và quê hương cùng ngày hội chợ quê (Chợ quê ngày hội) được tổ chức trong khu vực cầu ngói với các món đặc sản quê hương, món ăn bình dân với giá bình dân bằng lối trao đổi làng quê và những vật dụng từ 50 năm trước, cùng những trò chơi dân gian, đua ghe truyền thống.

## Thơ ca
Ai về cầu ngói Thanh Toàn
Cho em về với một đoàn cho vui...
(ca dao)